# 로베르트 프로시네치키
로베르트 프로시네치키(크로아티아어: Robert Prosinečki, 1969년 1월 12일 ~ )는 독일 태생의 크로아티아의 축구 선수 출신 축구 감독으로 선수 시절 포지션은 미드필더였다.

## 축구인 경력

### 클럽 경력
BSV 슈베닝겐과 슈투트가르트 키커스의 유소년 팀을 거쳐 당시 미로슬라프 블라제비치가 이끌었던 크로아티아의 GNK 디나모 자그레브에 입단하였으나 얼마 안 가서 방출을 당하게 되었는데, 당시 블라제비치 감독이 남긴 "프로시네치키가 축구 선수가 된다면 내 코치 자격증을 씹어먹겠다."라고 하기도 했다.
자그레브를 떠난 프로시네치키는 블라제비치 감독이 남긴 이 발언과는 상반되게 세르비아의 FK 츠르베나 즈베즈다에 입단하여 주전 자리를 꿰차고 좋은 활약을 펼쳐, 그 해 유고슬라비아 21세 이하 최고 선수에 선정되었다. 당시 츠르베나 즈베즈다에서 활약하고 있던 드라간 스토이코비치와 1990년까지 호흡을 맞추기도 하였으며, 1991년에는 팀의 유로피언 컵(현재의 UEFA 챔피언스리그) 우승에 크게 일조하였다.
이후 레알 마드리드 CF, FC 바르셀로나, 세비야 FC 등 스페인의 유수의 명문 구단에서 활약하다가 1997년 자국 리그로 복귀하였다. 이후 포츠머스 FC, 스탕다르 리에주, NK 자그레브 등을 거쳐 NK 사브스키 마로프에서의 선수 생활을 마지막으로 은퇴하였다.

### 국가대표 경력
FK 츠르베나 즈베즈다 시절 유고슬라비아 청소년 대표팀 소속으로 1987년 FIFA 세계 청소년 축구 선수권 대회에 출전하여 팀의 우승에 일조하였다. 1989년엔 유고슬라비아 성인 대표팀에 발탁되어 성인 대표팀 무대에 데뷔하였고, 1990년 FIFA 월드컵에 출전하여 최우수 신인 선수상을 수상하였다. 프로시네치키는 유고슬라비아 대표팀에서 유고슬라비아 사회주의 연방공화국이 해체되는 1991년까지 활약하였다.
이후 1994년부터 구 유고 연방에서 분리 독립한 크로아티아 대표팀에서 다시 국가대표팀 경력을 이어나갔으며, 1998년 FIFA 월드컵에 출전하여 3위의 성적을 거두는 데 크게 공헌했다. 특히 1998년 FIFA 월드컵에서는 자메이카와 네덜란드를 상대로 득점을 기록했다.

### 지도자 경력
2004년부터 2005년까지 NK 자그레브에서 수석 코치직을 수행하였으며, 2006년부터 크로아티아 국가대표팀의 수석 코치직을 수행하였으며, 2010년엔 선수 시절 소속팀이었던 FK 츠르베나 즈베즈다의 감독으로 취임하여 2년간 활동했다. 그리고는 터키의 카이세리스포르에서 감독 생활을 했다. 2014년부터 2017년까지 아제르바이잔 축구 국가대표팀을 맡았다.

## 기타
프로시네치키는 선수 시절 불같은 성격으로 동료나 상대 선수들과 자주 충돌하였으며, 하루에 2갑 이상 담배를 피웠던 것으로 알려져 있다. 또한 그는 바르셀로나와 레알 마드리드 두 팀에서 모두 활약하였던 몇 안 되는 축구 선수 중 한 명이다. 2014년 7월 19일, 대한민국 축구 국가대표팀 감독을 원한다고 밝혔다.

## 경력
유고슬라비아
- 1987년 FIFA 세계 청소년 축구 선수권 대회 국가대표
- 1990년 FIFA 월드컵 국가대표
- 1990년 UEFA U-21 축구 선수권 대회 국가대표

 크로아티아
- 1998년 FIFA 월드컵 국가대표

## 수상

### 선수
츠르베나 즈베즈다
- 유고슬라비아 1부 리그 : 1987-88, 1989-90, 1990-91
- 유고슬라비아 컵 : 1989-90
- 유러피언 컵 : 1990-91

 레알 마드리드
- 1992-93 코파 델 레이 우승
- 1993년 수페르코파 데 에스파냐 우승

 바르셀로나
- 1996년 수페르코파 데 에스파냐 우승

 디나모 자그레브
- 프르바 HNL : 1997-98, 1998-99, 1999-00
- 크로아티아 컵 : 1997-98
- 크로아티아 슈퍼컵 : 1998

 올림피야 류블랴나
- 2002-03 슬로베니아 컵 우승

 유고슬라비아
- 1987년 FIFA 세계 청소년 축구 선수권 대회 우승
- 1990년 UEFA U-21 축구 선수권 대회 준우승

 크로아티아
- 1998년 FIFA 월드컵 3위

개인
- 1987년 FIFA 세계 청소년 축구 선수권 대회 골든볼
- 1990년 유고슬라비아 올해의 선수상
- 1991년 브라보상
- 1997년 크로아티아 올해의 선수상

### 감독
츠르베나 즈베즈다
- 2011-12 세르비아 컵 우승